# Шудров, Сергей Александрович
Сергей Александрович Шудров (род. 11 августа 1989; Нерюнгри, Якутская АССР, СССР) — российский футболист, полузащитник.

## Карьера
Воспитанник орловского и волгоградского футбола. Игровую карьеру начал в «Ростове» в 2006 году, за который в 2007 году провёл 2 матча в Премьер-лиге: 21 октября против «Сатурна» (1:3) и 27 октября против московского «Динамо» (0:0). В 2008 году перешёл в «Москву», за которую не провёл ни одного официального матча. Летом 2009 года был арендован на полгода «СКА-Энергией». 24 февраля 2010 года подписал контракт с «Ротором». В сезоне 2012/13 защищал цвета клубов «Север» и «Биолог-Новокубанск». В июле 2013 года пополнил ряды ростовского СКВО. Летом 2014 года перешёл в «Ангушт». Завершил карьеру в 2017 году в «Роторе».

## Достижения
- Победитель зоны «Юг» Второго дивизиона (2): 2011/12, 2016/17